# Mimeirhel Benita
Mimeirhel Benita (Spijkenisse, 17 novembre 2003) è un calciatore olandese, difensore dell'Heracles Almelo.

## Carriera

### Club
Benita è un prodotto del settore giovanile del Feyenoord, dove ha iniziato a giocare nel 2016. Il 4 marzo 2020 ha firmato il primo contratto professionistico con il club olandese valido fino al 2023. L'anno successivo è stato aggregato in prima squadra e il 26 agosto ha debuttato nel corso dell'incontro perso 3-1 dei turni preliminari di UEFA Europa Conference League contro l'Elfsborg. Nel corso della stagione gioca altre due partite in Conference League, contro Maccabi Haifa (nell'ultima giornata della fase a gironi) e Partizan (nel ritorno degli ottavi di finale). Sempre nel corso della stagione ha rinnovato il contratto fino al 2025.
La stagione successiva è stato definitivamente promosso in prima squadra e ha debuttato in Eredivisie, scendendo in campo il 3 settembre 2022 contro il Go Ahead Eagles. Il 25 luglio 2023 è stato ceduto in prestito per una stagione all'Excelsior.

### Nazionale
Ha giocato nelle nazionali giovanili olandesi Under-16 ed Under-19.

## Statistiche

### Presenze e reti nei club
Statistiche aggiornate al 12 novembre 2023.
| Stagione        | Squadra         | Campionato      | Campionato | Campionato | Coppe nazionali | Coppe nazionali | Coppe nazionali | Coppe continentali | Coppe continentali | Coppe continentali | Altre coppe | Altre coppe | Altre coppe | Totale | Totale | Totale |
| Stagione        | Squadra         | Comp            | Pres       | Reti       | Comp            | Pres            | Reti            | Comp               | Pres               | Reti               | Comp        | Pres        | Reti        | Pres   | Reti   |        |
| --------------- | --------------- | --------------- | ---------- | ---------- | --------------- | --------------- | --------------- | ------------------ | ------------------ | ------------------ | ----------- | ----------- | ----------- | ------ | ------ | ------ |
| 2021-2022       | Feyenoord       | ED              | 0          | 0          | CO              | 0               | 0               | UECL               | 3                  | 0                  |             | -           | -           | 3      | 0      |        |
| 2022-2023       | Feyenoord       | ED              | 2          | 0          | CO              | 1               | 0               | UEL                | 0                  | 0                  |             | -           | -           | 3      | 0      |        |
| 2023-2024       | Excelsior       | ED              | 4          | 0          | CO              | 1               | 0               |                    | -                  | -                  |             | -           | -           | 5      | 0      |        |
| Totale carriera | Totale carriera | Totale carriera | 6          | 0          |                 | 2               | 0               |                    | 3                  | 0                  |             | -           | -           | 11     | 0      |        |

## Palmarès

### Club

#### Competizioni nazionali
- Campionato olandese: 1

Feyenoord: 2022-2023